# CM-VI-15
El camino CM-VI-15 es una camino asfaltado que une Vilvestre con la zona de La Barca.
El primer tramo, está trazada en el antiguo camino de Vilvestre a Fuentechafarra complementada por la CM-VI-16.
El segundo tramo fue construido específicamente para dar acceso a La Barca.

## Origen y destino
El camino CM-VI-15 tiene su origen en Vilvestre en la intersección con las carreteras CM-VI-1 y DSA-576, y termina en la zona de La Barca formando parte de la Red vial de Vilvestre.

## Salidas
| Vilvestre (Intersección con / ) - La Barca | Vilvestre (Intersección con / ) - La Barca | Vilvestre (Intersección con / ) - La Barca | Vilvestre (Intersección con / ) - La Barca | Vilvestre (Intersección con / ) - La Barca                                                                                        | Vilvestre (Intersección con / ) - La Barca                                                                                        | Vilvestre (Intersección con / ) - La Barca                                                                                        | Vilvestre (Intersección con / ) - La Barca                                                                                        | Vilvestre (Intersección con / ) - La Barca | Vilvestre (Intersección con / ) - La Barca | Vilvestre (Intersección con / ) - La Barca |
| Esquema                                    | PK                                         | Sentido La Barca                           | Sentido La Barca                           | Sentido La Barca | Sentido La Barca | Sentido Vilvestre | Sentido Vilvestre | Sentido Vilvestre                          | Sentido Vilvestre                          | Incidencias                                |
| Esquema                                    | PK                                         | Velocidad                                  | Elemento                                   | Salida | Salida | Salida | Salida | Elemento                                   | Velocidad                                  | Incidencias                                |
| Esquema                                    | PK                                         | Velocidad                                  | Elemento                                   | Dir. | Nombre | Nombre | Dir. | Elemento                                   | Velocidad                                  | Incidencias                                |
| ------------------------------------------ | ------------------------------------------ | ------------------------------------------ | ------------------------------------------ | --- | --- | --- | --- | ------------------------------------------ | ------------------------------------------ | ------------------------------------------ |
|                                            | 0,0                                        |                                            |                                            | Calle de los Pozos | Calle de los Pozos | Calle de los Pozos | |                                            |                                            |                                            |
| Saucelle Barruecopardo                     | Saucelle Barruecopardo                     | Saucelle Barruecopardo                     |                                            | GR-14 | | | |                                            |                                            |                                            |
| Cerezal de Peñahorcada'                    | 0,0                                        |                                            |                                            | | | | |                                            |                                            |                                            |
| Calle del Turismo                          | 0,0                                        |                                            |                                            | | | | |                                            |                                            |                                            |
|                                            | 0,1                                        |                                            |                                            | Rollo de Justicia | Rollo de Justicia | Rollo de Justicia | Rollo de Justicia |                                            |                                            | GR-14                                      |
|                                            | 0,1                                        |                                            |                                            | GR-14 Mieza | GR-14 Mieza | GR-14 Mieza | GR-14 Mieza |                                            |                                            | GR-14                                      |
|                                            | 0,3                                        |                                            |                                            | Museo-Biblioteca Casa de los Frailes Iglesia de Ntra. Sra. de la Asunción Ermita de la Virgen del Castillo Miradores del Castillo | Museo-Biblioteca Casa de los Frailes Iglesia de Ntra. Sra. de la Asunción Ermita de la Virgen del Castillo Miradores del Castillo | Museo-Biblioteca Casa de los Frailes Iglesia de Ntra. Sra. de la Asunción Ermita de la Virgen del Castillo Miradores del Castillo | Museo-Biblioteca Casa de los Frailes Iglesia de Ntra. Sra. de la Asunción Ermita de la Virgen del Castillo Miradores del Castillo |                                            |                                            |                                            |
|                                            | 0,6                                        |                                            |                                            | VILVESTRE | VILVESTRE | VILVESTRE | VILVESTRE |                                            |                                            |                                            |
|                                            | 0,7                                        |                                            | 4,5 km                                     | Puerto de los Olivares | Puerto de los Olivares | Puerto de los Olivares | Puerto de los Olivares | 4,5 km                                     |                                            |                                            |
| 5,2                                        |                                            |                                            | 4,5 km                                     | Puerto de los Olivares | Puerto de los Olivares | Puerto de los Olivares | Puerto de los Olivares | 4,5 km                                     |                                            |                                            |
|                                            | 0,7                                        |                                            |                                            | Resayo | Resayo | Resayo | Resayo |                                            |                                            |                                            |
| La Bodeguina                               | 0,7                                        |                                            |                                            | | | | |                                            |                                            |                                            |
|                                            | 1,2                                        |                                            |                                            | La Batueca | La Batueca | La Batueca | La Batueca |                                            |                                            | 1 km                                       |
|                                            | 1,9                                        |                                            |                                            | Mirador El Reventón de La Barca                                                                                                   | Mirador El Reventón de La Barca                                                                                                   | Mirador El Reventón de La Barca                                                                                                   | Mirador El Reventón de La Barca                                                                                                   |                                            |                                            |                                            |
|                                            | 2,5                                        |                                            |                                            | El Pueyo | El Pueyo | El Pueyo | El Pueyo |                                            |                                            |                                            |
|                                            | 3,0                                        |                                            |                                            | La Sierra | La Sierra | La Sierra | La Sierra |                                            |                                            |                                            |
|                                            | 3,6                                        |                                            |                                            | | Puente "El Puerto" Molino de Abajo Playa fluvial de Vilvestre El Picón                                                            | Puente "El Puerto" Molino de Abajo Playa fluvial de Vilvestre El Picón                                                            | |                                            |                                            |                                            |
|                                            | 4,1                                        |                                            |                                            | La Batueca | La Batueca | La Batueca | La Batueca |                                            |                                            | 0,6 km                                     |
|                                            | 4,3                                        |                                            |                                            | Los Baños | Los Baños | Los Baños | Los Baños |                                            |                                            |                                            |
|                                            | 5,220                                      |                                            |                                            | La Barca Fin de Vía | La Barca Fin de Vía | La Barca Fin de Vía | La Barca Fin de Vía |                                            |                                            |                                            |